# ドリーン・マッシー (ダーウェンのマッシー男爵)

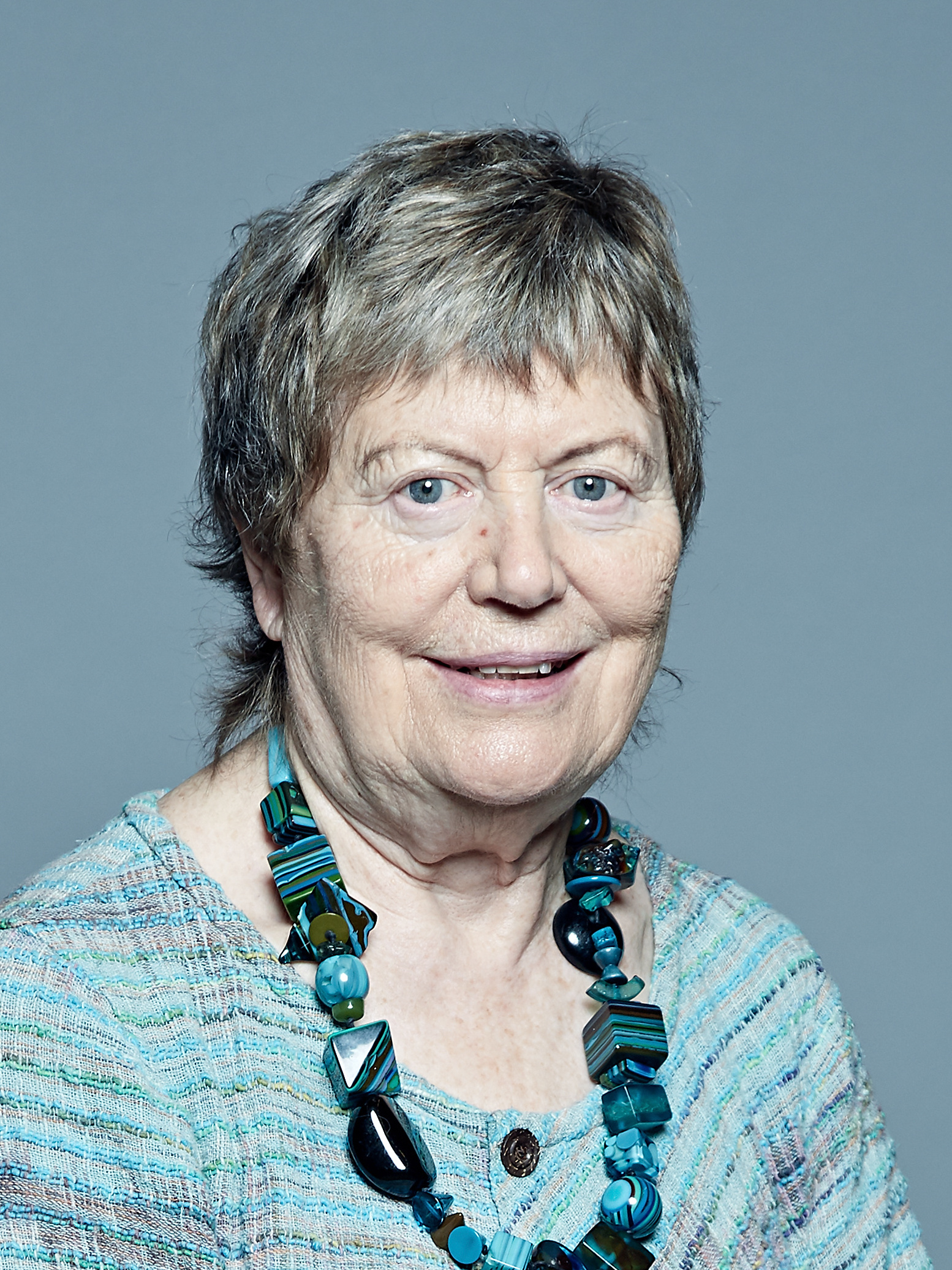
ドリーン・マッシー、ダーウェンのマッシー男爵

ドリーン・エリザベス・マッシー、バロネス・マッシー・オブ・ダーウェン（ダーウェンのマッシー男爵）（Doreen Elizabeth Massey, Baroness Massey of Darwen、1938年9月5日 - 2024年4月20日）は、労働党に所属するイギリスの貴族院議員。

## 経歴
1960年代から、教師としてアフリカやアメリカ合衆国などで教壇に立ち、1981年から1983年にはブロムリー・ロンドン特別区のウォルシンガム学校 (Walsingham School) に務めた後、1983年から1985年までインナー・ロンドン教育局 (Inner London Education Authority) で保健教育の教育顧問となり、以降は様々な組織で役員や顧問を務めた。
1989年から1994年まで、家族計画協会 (Family Planning Association) の役員 (Director) を務めた。
1999年に、ランカシャー州の地名であるダーウェン (Darwen) の名をとった、ダーウェンのマッシー男爵（女男爵：バロネス）として一代貴族となり、7月26日に貴族院議員となって、統合・相補医療のための超党派議員グループ (All-Party Parliamentary Group for Integrated and Complementary Healthcare) の一員として活動した。
2002年から、当時の国立薬物乱用治療庁 (National Treatment Agency for Substance Misuse, NTA) の代表となり、2007年からは、国際連合児童基金 (UNICEF) の国内委員会である UNICEF UK の理事を務めている。
彼女は、イギリス世俗協会 (National Secular Society) の名誉会員 (Honorary Associate) であり、超党派ヒューマニスト・グループの書記である。
2010年9月15日、『ガーディアン』紙上に掲載されたローマ法王ベネディクト16世の国賓としてのイギリス訪問に反対する趣旨の公開状に、マッシーは他の54名の著名人たちとともに署名した。
2024年4月20日に死去。